# Lotskolonien

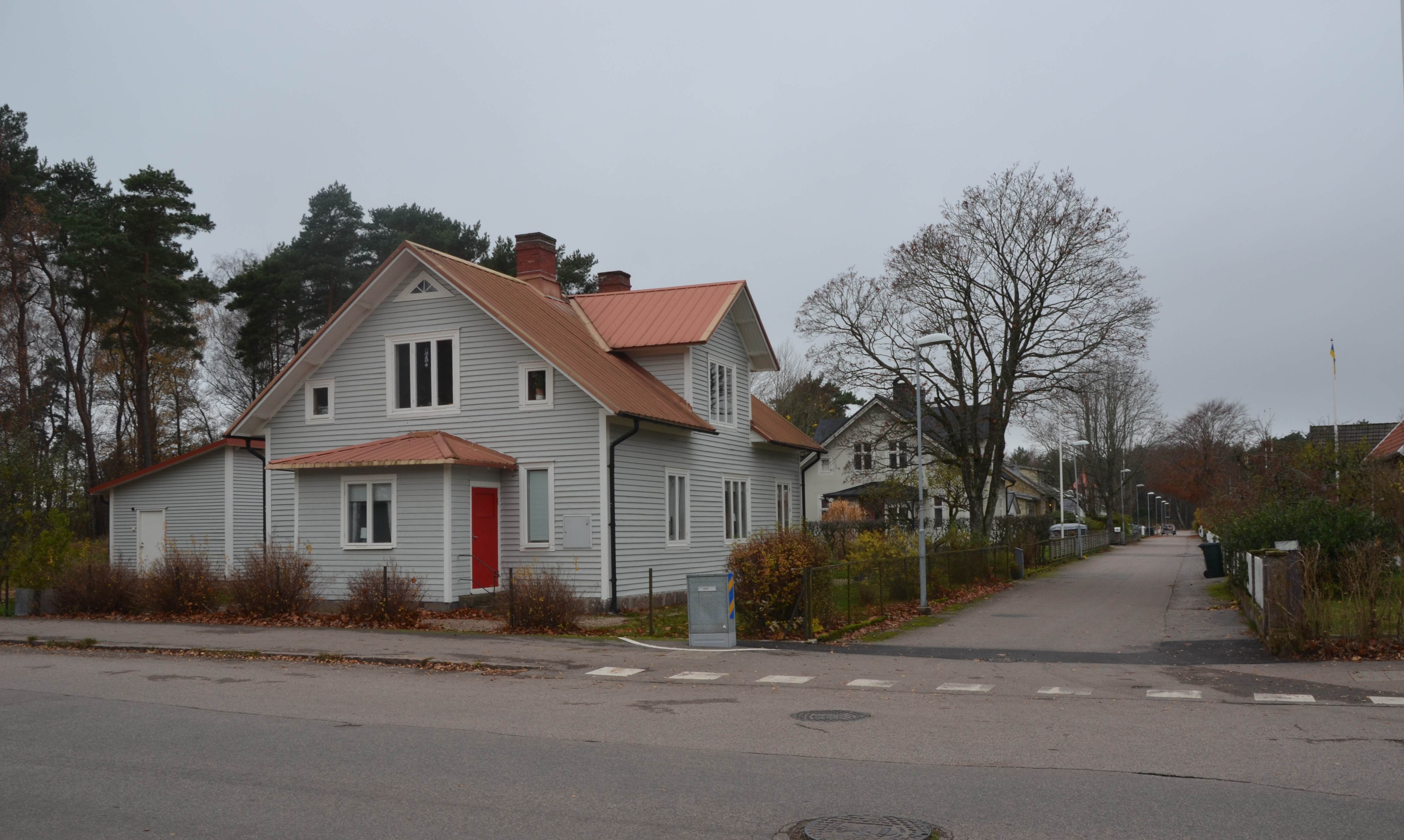
Lotsvägen 3 i Lotskolonien i hörnet Fiskaregatan/Lotsvägen, från öster, 2024

Lotskolonien är en litet småhusområde på Söder i Halmstad, som ursprungligen tillkom genom Lotsverkets försorg för att möjliggöra bostäder för personalen på Halmstads lotsstation inom bekvämt avstånd från arbetsplatsen.
I Halmstad började organiserad lotsverksamhet 1777. År 1904 skaffade sig Lotsverket disposition för ett tomtområde på kronoflygsandfältet Springbacken nära Nissans mynning, väster om ån och 300 meter från havet, på 1,16 hektar. Området utvidgades 1914 så att det kom att omfatta 1,43 hektar, med utrymme för tolv hustomter. Området friköptes av Lotsverket 1922. Husen byggdes och beboddes av aktiva lotsar.
Redan 1905 hade fyra hus uppförts. Övriga åtta hus på tomterna är byggda mellan 1906 och 1957. De äldre husen är byggda i plank på en granitgrund och har tak av plåt eller papp. De saknar källare, eftersom grundvattnet står endast någon halvmeter under marken i området. De äldre husen hade var sin fristående byggnad med vedbod, brygghus och utedass. Kommunalt vatten och avlopp drogs fram 1932, då också den grusbelagda gatan - som senare fick namnet Lotsvägen - förbättrades.
En process med friköpning av tomterna påbörjades 1940 och slutfördes 1954.